# Elektrotehniška fakulteta v Beogradu
Elektrotehniška fakulteta (izvirno srbsko Електротехнички факултет у Београду), s sedežem v Beogradu, je fakulteta, ki je članica Univerze v Beogradu.